# Največji uspehi vol. II
Največji uspehi vol. II je drugi studijski album skupine Hazard. Album je bil posnet v Studiu Akademik, v Ljubljani in izdan marca leta 1983 pri založbi ZKP RTV Ljubljana.

## Seznam skladb
| A stran | A stran                                                                | A stran |
| Št.     | Naslov                                                                 | Dolžina |
| ------- | ---------------------------------------------------------------------- | ------- |
| 1.      | „Najlepše pesmi‟ (Tadej Hrušovar/Dušan Velkaverh/Braco Doblekar)       | 3:15    |
| 2.      | „Andreja‟ (Dominik Trobentar/Dušan Velkaverh/Dominik Trobentar)        | 4:05    |
| 3.      | „Papige‟ (Tadej Hrušovar/Dušan Velkaverh/Braco Doblekar)               | 3:37    |
| 4.      | „Ni cvetja brez trnja‟ (Tadej Hrušovar/Dušan Velkaverh/Braco Doblekar) | 3:53    |
| 5.      | „Bistro‟ (Tadej Hrušovar/Dušan Velkaverh/Tadej Hrušovar)               | 3:00    |
| 6.      | „Rože za Elzo‟ (Tadej Hrušovar/Dušan Velkaverh/Tadej Hrušovar)         | 3:00    |

| B stran | B stran                                                       | B stran |
| Št.     | Naslov                                                        | Dolžina |
| ------- | ------------------------------------------------------------- | ------- |
| 1.      | „Makalonca‟ (Dušan Velkaverh/Dušan Velkaverh/Braco Doblekar)  | 3:53    |
| 2.      | „Dečva‟ (Tadej Hrušovar/Dušan Velkaverh/Braco Doblekar)       | 3:52    |
| 3.      | „Vrtnar‟ (Tadej Hrušovar/Dušan Velkaverh/Tadej Hrušovar)      | 3:15    |
| 4.      | „Zakrokano morje‟ (Mojmir Sepe/Igor Torkar/Dani Gančev)       | 2:16    |
| 5.      | „Nafta‟ (Dare Petrič/Dušan Velkaverh/Dare Petrič)             | 3:20    |
| 6.      | „Treba biti jak‟ (Tadej Hrušovar/Dušan Velkaverh/Dani Gančev) | 4:08    |

## Zasedba
- Dominik Trobentar – solo vokal, bas kitara
- Braco Doblekar – vokal, tenor saksofon, konge
- Dani Gančev – vokal, klaviature, bas kitara
- Dare Petrič – kitara
- Miro Čekeliš – bobni